# Secarias
Secarias es una freguesia portuguesa del concelho de Arganil, con 6,95 km² de superficie y 451 habitantes (2001). Su densidad de población es de 64,9 hab/km².